# Liste du patrimoine culturel immatériel de l'humanité au Panama
Cet article recense les pratiques inscrites au patrimoine culturel immatériel au Panama.

## Statistiques
Le Panama ratifie la convention pour la sauvegarde du patrimoine culturel immatériel le 20 août 2004.
En 2023, le Panama compte 4 éléments inscrits au patrimoine culturel immatériel, 3 sur la liste représentative et 1 au registre des meilleures pratiques de sauvegarde.

## Listes

### Liste représentative
Les éléments suivants sont inscrits sur la liste représentative du patrimoine culturel immatériel de l'humanité :
| Élément | Type | Subdivision | Année | Lien  | Notes | Illus. |
| --- | --- | ----------- | ----- | ----- | ----- | ------ |
| Les processus et techniques artisanaux des fibres végétales pour le tissage des talcos, crinejas et pintas du chapeau pinta'o | savoir-faire liés à l’artisanat traditionnel |             | 2017  | 01265 |       |        |
| Les expressions rituelles et festives de la culture congo (es)                                                                | arts du spectacle connaissances et pratiques concernant la nature et l'univers pratiques sociales, rituels et événements festifs savoir-faire liés à l’artisanat traditionnel traditions et expressions orales |             | 2018  | 01383 |       |        |
| Les danses et expressions associées à la Fête-Dieu                                                                            | arts du spectacle connaissances et pratiques concernant la nature et l'univers pratiques sociales, rituels et événements festifs savoir-faire liés à l’artisanat traditionnel traditions et expressions orales |             | 2021  | 01612 |       |        |

### Patrimoine immatériel nécessitant une sauvegarde urgente
Le Panama ne compte aucun élément listé sur la liste du patrimoine immatériel nécessitant une sauvegarde urgente.

### Registre des meilleures pratiques de sauvegarde
Le Panama compte une pratique listée au registre des meilleures pratiques de sauvegarde :
| Élément | Type | Subdivision       | Année | Lien  | Notes | Illus. |
| --- | --- | ----------------- | ----- | ----- | ----- | ------ |
| Le programme de pratiques de sauvegarde du PCI pour le Festival culturel et écologique des tortues marines d'Armila | pratiques sociales, rituels et événements festifs connaissances et pratiques concernant la nature et l'univers | Armila, Guna Yala | 2023  | 01888 |       |        |